# チエノチオフェン
チエノチオフェン（英: Thienothiophene）とは分子式C6H4S2の有機硫黄化合物であり、通常は3つのチオフェン誘導体、重要な順にチエノ[3,2-b]チオフェン、チエノ[2,3-b]チオフェン、チエノ[3,4-b]チオフェンを指す。もうひとつの異性体はS(IV)原子を持ち、安定性が低い。これら異性体のなかで最初に単離されたのはチエノ[2,3-b]チオフェンであり、6炭素直鎖の供給源であるクエン酸をP4S10とともに加熱することにより、非常に低い収率で得られる。安定な3つのチエノチオフェンは、置換チオフェンの環化反応により効率的に合成することもできる。
これら3つのチエノチオフェンは、芳香族でありかつ二環式化合物であることから、しばしばナフタレンと比較される。学術研究の対象となることはあるが、商業的用途は特になく、誘導体を含めて天然にみつかったこともない。

チエノチオフェンの異性体
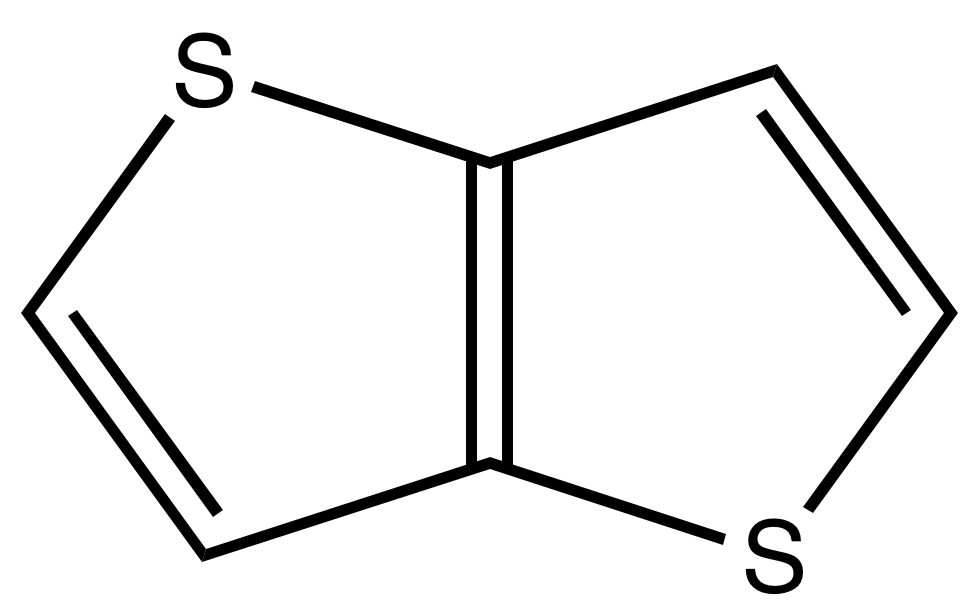
チエノ[3,2-b]チオフェン CAS登録番号：251-41-2 融点：56.0–56.5 °C 白色固体
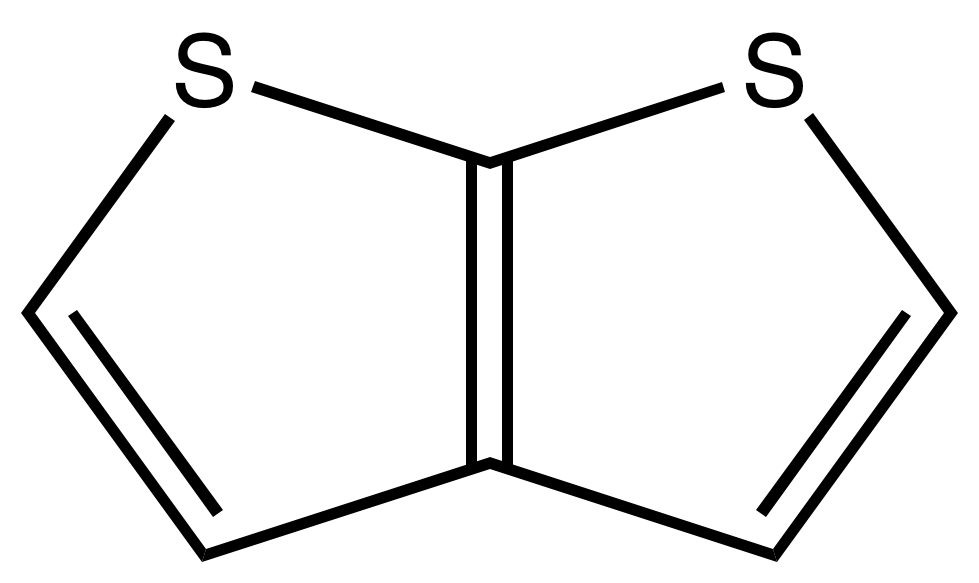
チエノ[2,3-b]チオフェン CAS登録番号：250-84-0 沸点：102 °C@16 mmHg 無色油状液体
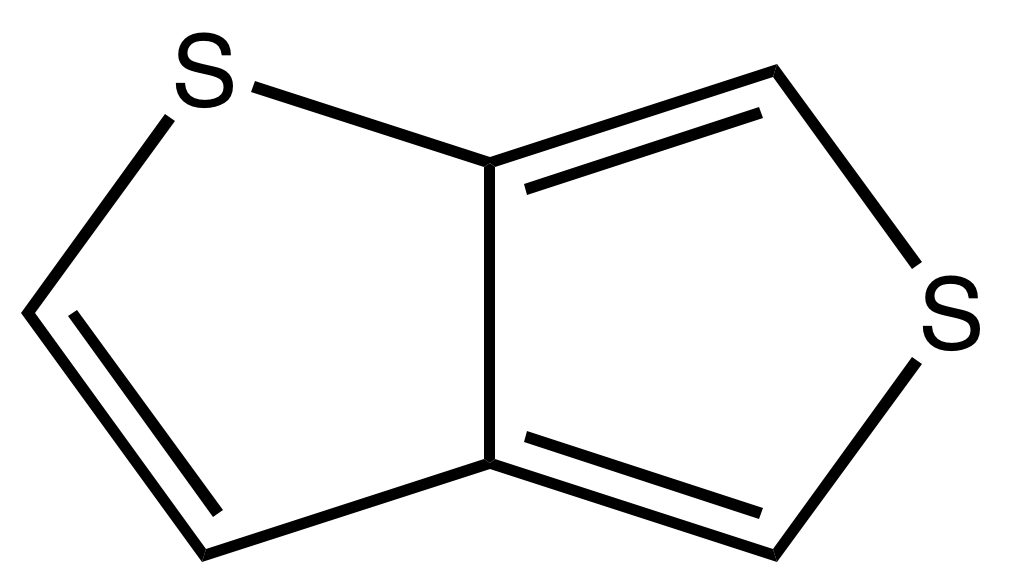
チエノ[3,4-b]チオフェン CAS登録番号：250-65-7 融点：7.0–7.5 °C 無色油状液体
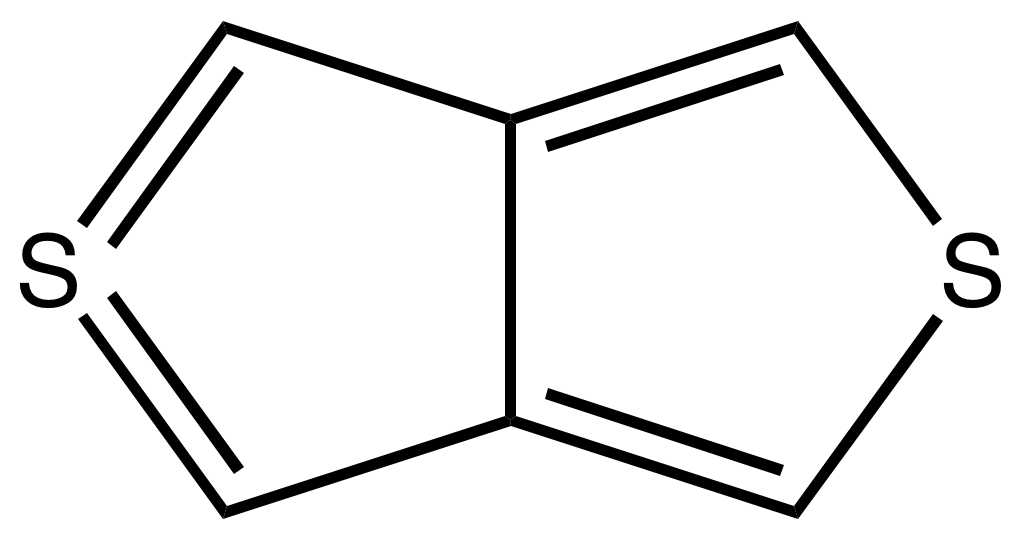
2λ4δ2-チエノ[3,4-c]チオフェン CAS登録番号：24976-21-4 未単離